# Masamitsu Kobayashi
Masamitsu Kobayashi (jap. 小林 成光, Kobayashi Masamitsu; * 13. April 1978 in der Präfektur Tochigi) ist ein ehemaliger japanischer Fußballspieler.

## Karriere
Kobayashi erlernte das Fußballspielen in der Schulmannschaft der Sano Nihon University High School. Seinen ersten Vertrag unterschrieb er 1997 bei den Tokyo Gas (heute: FC Tokyo). Der Verein spielte in der zweithöchsten Liga des Landes, der Japan Football League. 1999 wurde er mit dem Verein Vizemeister der J2 League und stieg in die J1 League auf. 2004 gewann er mit dem Verein den J.League Cup. Für den Verein absolvierte er 135 Spiele. 2006 wechselte er zum Zweitligisten Sagan Tosu. Für den Verein absolvierte er 11 Spiele. 2007 wechselte er zum Drittligisten Tochigi SC. Für den Verein absolvierte er 50 Spiele. Ende 2008 beendete er seine Karriere als Fußballspieler.

## Erfolge
FC Tokyo
- J.League Cup

Sieger: 2004